# (2223) Sarpédon
Pour les articles homonymes, voir Sarpédon.

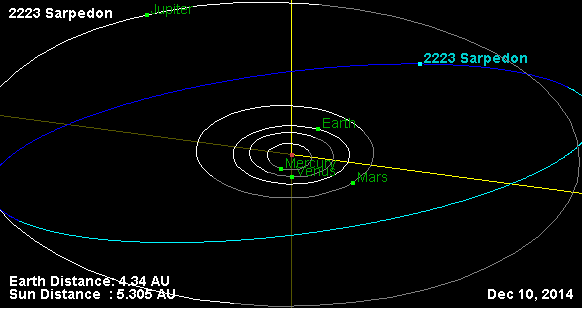
orbite de l'astéroïde Sarpédon (2223)

(2223) Sarpédon (officiellement (2223) Sarpedon) est un astéroïde troyen de Jupiter. Il a été découvert le 4 octobre 1977 depuis l'observatoire de la Montagne Pourpre.

## Caractéristiques
Il partage son orbite avec Jupiter autour du Soleil au point de Lagrange L5, c'est-à-dire qu'il est situé à 60° en arrière de Jupiter.
Son nom fait référence à Sarpédon, le lycien.
Sa désignation provisoire était 1977 TL3.